# Villa Serra Doria Masnata
Villa Serra Doria Masnata è un edificio civile storico di Genova, risalente al XII secolo.

## Storia
Affacciata su via Cantore, il progetto della villa venne commissionato nel 1613 all'architetto Bartolomeo Bianco da parte del nobile Paolo Serra. Federico Alizeri, nella sua Guida del 1875, la indica di proprietà della famiglia Doria. Dalla planimetria di Matteo Vinzoni del 1757 si evince la presenza di un vasto terreno, oggi ridottissimo, che si sviluppava dall'asse fondamentale interno (via Nicolò Daste) sino alla la ripida "crosa" (l'attuale salita Salvator Rosa) che conduceva alla chiesa di San Bartolomeo Apostolo del Promontorio.
Diverse le vicissitudini dell'edificio. Nel 1746 la villa divenne sede del quartiere generale austriaco, sotto il comando del Generale Antoniotto Botta Adorno inviato dall'imperatrice Maria Teresa d'Austria. Nel XIX secolo la proprietà passò alla famiglia Masnata, poi al Comune di Sampierdarena, per ospitarvi nel 1874 l'Ospedale Civile. Tra il 1919 e il 1926 l'edificio ospitò un collegio femminile delle suore Cappellone.
La villa con il giardino rimangono inalterati sino ai primi decenni del Novecento con l'apertura di via Cantore (1930-1935). Con l'abbassamento della quota del terreno, dovuto alla costruzione della via, l'edificio ha cambiato le proporzioni originarie. Il palazzo fu poi sede della Biblioteca Gallino, spostata  e del Liceo Classico Giuseppe Mazzini e dal 1967 ospita la Scuola Media Statale "Nicolò Barabino".
La decorazione originaria della facciata si è persa, come pure affreschi che decoravano gli ambienti interni.

## Descrizione
La tipologia architettonica richiama vagamente la vicina villa Imperiale Scassi, caratterizzata da una struttura rettangolare sviluppata in lunghezza e tripartita nella facciata. Le ali ed il poggiolo sono posteriori al progetto del Bianco. 
Gli ambienti interni sono caratterizzati al primo piano dalla sala retrostante all'ingresso e da un'apertura verso il giardino, tutto disposto in asse di simmetria. Al secondo piano si accede tramite lo scalone impostato a sinistra in fondo all'ingresso. Al piano superiore viene mantenuta la tripartizione degli ambienti come il piano sottostante, dove al centro sono disposti la loggia e il grande salone e ai lati i salotti e camere realizzando una continuità di visuale nella ripartizione degli ambienti da nord a sud verso il mare.